# TurboCAD
TurboCAD est une famille de logiciels de dessin assisté par ordinateur, développés depuis 1985 par Alsyd.
TurboCAD, qui existe en version shareware, se compose :
- d'un logiciel de dessin technique 2D pour la mécanique, le bâtiment ou le design; (qui est aussi commercialisé indépendamment sous le nom de designCAD).
- d'un modeleur complémentaire 3D,
- d'un logiciel combinant les logiciels 2D et 3D avec un module ACIS, créé par Spatial Technologies, qui est un module de rendu surfacique photoréaliste.
- de bibliothèques d'environ 11 000 symboles.

Bien que, à l'origine, il ait été développé pour les ingénieurs en mécanique, c'est aujourd'hui un logiciel de dessin technique utilisé par de nombreux corps de métiers :
- Industrie
- Bâtiment (standards américains)
- Mécanique

Totalisant actuellement plus de deux millions d'exemplaires vendus dans le monde, il existait 250 000 utilisateurs licenciés en 1994.

## Histoire
Développé primitivement pour MS-DOS puis pour Windows sous le nom de generic CADD comme alternative à AutoCAD, TurboCAD a été porté depuis 1993 sous Mac OS.
Il a été traduit et adapté :
- en allemand depuis 1993
- en français depuis 1994 (abandonnée par Apple Store en 2008)
- en japonais depuis 1995
- en chinois depuis 2001
- en espagnol, tchèque, polonais, et Italien depuis 2002.

## Systèmes d'exploitation

### SousWindows
- TurboCAD v 9 Shareware
- TurboCAD 2D
- TurboCAD 15 2D/3D Standard : Pour Windows XP et Windows Vista
- TurboCAD 15 professionnel : Pour Windows XP et Windows Vista

### SousMac OS
- TurboCAD Mac 2D pour Mac OS 9 à Mac OS X 10.4, édité en 2006

Réécrit pour le Macintosh, cette version est un nouveau développement, avec une interface Mac OS X personnalisable. Il comporte une gestion de calques et plus de 270 outils de dessin 2D habituellement utilisés par les applications de CAO / DAO professionnelles.
Il intègre des outils de dessin 2D (Points, Lignes simples, Lignes connectées, Arcs, Ellipses, Coniques, Rectangles, Polygones, Spline par vecteur, par point, courbes de Bézier, Spirale, Hélice, modification dynamique des tangentes et points, congés et Chanfreins 2D), des outils de mesure (angle, dimension, distance, surface...), des outils de modélisation 3D (Congés et constants, congés variables, chanfrein constant et variable) ainsi que 8 000 symboles et la possibilité d'enregistrer et de partager des fichiers en plus de 15 formats d'import et 11 formats d'export. Il est en outre compatible avec les logiciels AutoCAD de la firme Autodesk et Illustrator de la firme Adobe Systems.
- TurboCAD v9.2 Mac 3D pour Mac OS 9 à Mac OS X 10.3, édité en 2007

Développé pour les architectes, bureaux d'études, ingénieurs ou artisans indépendants, il possède tous les outils de dessin 2D/3D nécessaires à la réalisation de projets. C'est la version 3D pour Mac du logiciel de conception et de modélisation 2D TurboCAD, permettant de travailler simultanément en 2D et 3D.
Il dispose d'outils de dessin, de mesure et de modification en 2D, d’extrusion, de révolution, de balayage ou de lissage à partir de profils 2D et d’opérateurs booléens ou de découpe de volumes 3D, ainsi que des outils 3D (coque avec épaisseur variable, révolution, extrusion, balayage, lissage, tubage de profils, découpe de volume par courbe / surface / volume, scindement de volume par une surface ou un volume, plus de 17 types de surfaces, 9 types de volumes primitifs, enlèvement et ajout de matière).
Commercialisé en France, d'abord par la société Mindscape en version française avec un manuel et un didacticiel en français, ainsi qu'un service d'assistance, il est actuellement disponible sur l'Apple Store uniquement en anglais  et sans services d'assistance :
- TurboCAD Mac Designer v14 pour Mac OS X 10.4 et suivants. 2008
- TurboCAD 2D/3D Deluxe v14 pour Mac OS X 10.4 et suivantes. 2008.

## Formats import / export
AutoCAD DXF/DWG - ACIS SAT, Adobe Illustrator, Adobe Photoshop - Adobe EPS - CATIA v4, CGM (importation uniquement),  - Claris CAD (exportation uniquement)  EPS, Facet, IGES - PICT - JPG - TIFF - Truespace COB - Spline (exportation uniquement) - RAW - STEP - STL - TEXT, VRML. - 20 formats d'import : DXF, DWG, ACIS SAT, Adobe Illustrator - CATIA v4, CGM, EPS, Facet - PNG avec exportation de canaux alpha - RAW - STEP - STL - TEXT - VRML - 3DS - BMP.

### Logiciels concurrents
- ArchiCAD
- Autocad
- CATIA
- Microstation
- Modélisation 3D
- Plant design management system
- PowerCADD
- SketchUp
- Solidworks
- VariCAD
- VectorWorks